# USA i olympiska vinterspelen 1964
USA deltog med 90 deltagare vid de olympiska vinterspelen 1964 i Innsbruck. Totalt vann de en guldmedalj, två silvermedaljer och tre bronsmedaljer.

## Medaljer

### Guld
- Terry McDermott - Skridskor - 500 meter.

### Silver
- Billy Kidd  - Alpin skidåkning - slalom.
- Jean Saubert - Alpin skidåkning - storslalom.

### Brons
- Jean Saubert - Alpin skidåkning - slalom.
- Jimmy Heuga - Alpin skidåkning - slalom.
- Scott Allen - Konståkning.